# ASG Juventus de Sainte-Anne
El ASG Juventus de Sainte-Anne es un equipo de fútbol de la Isla Guadalupe que milita en la Liga Guadalupense de Fútbol, la liga de fútbol más importante del país.

## Historia
Fue fundado en el año 1935 en la ciudad de Sainte-Anne y su nombre y colores se deben al equipo del mismo nombre en la Serie A de Italia. Ha sido campeón de liga en 8 ocasiones, 6 veces campeón de Copa y 3 copas regionales.
A nivel internacional ha participado en 1 torneo continental, en la Copa de Campeones de la Concacaf del año 1987, donde fue elimiado en la Primera Ronda por el VSADC de Santa Lucía.

## Palmarés
- Liga Guadalupense de Fútbol: 8

1966/67, 1968/69, 1972/73, 1973/74, 1974/75, 1975/76, 1978/79, 1999/2000
- Copa de Guadalupe: 6

1955, 1958, 1970/71, 1975, 1976, 1978
- - Finalista:

1954, 1959/60, 1962, 1999, 2000
- Copa Regional de Francia: 3

1964, 1966, 1973